# Bentong Kali
Kalimuthu Pakirisamy o P. Kalimuthu (Bentong, Pahang; 22 de enero de 1961 - Kuala Lumpur, 29 de junio de 1993), conocido profesionalmente como Bentong Kali, fue un criminal y gánster malasio de ascendencia india que ganó atención nacional en la década de 1990. Estuvo implicado en 17 asesinatos diferentes y aterrorizó a la capital Kuala Lumpur a través de la violencia, la extorsión y el contrabando de heroína. También fue noticia cuando desafió a la policía a arrestarlo. Finalmente fue asesinado a tiros por la Unidad de Acciones Especiales de la Real Policía de Malasia de Bukit Aman, Kuala Lumpur.

## Vida personal
Bentong Kali nació en una familia india de Malasia en Bentong, Pahang. Fue el octavo hijo de sus once hermanos. Fue a la escuela hasta que la abandonó en el Formulario 1.
Se decía que tenía varios tatuajes en el cuerpo. Tenía un tatuaje de 'BORN TO DIE' (NACIDO PARA MORIR) en su mano derecha y una imagen de una cabeza de tigre en su mano izquierda. En ambos muslos, tenía imágenes de mujeres desnudas tatuadas, seguidas de tatuajes de serpientes y águilas en la espalda. Bentong Kali también tenía una cicatriz quirúrgica en el abdomen.
Su elección de arma favorita era su pistola semiautomática de fabricación alemana, una SIG Sauer P226.

## Carrera criminal
La carrera criminal de Bentong Kali comenzó temprano en su infancia. Fue arrestado a la edad de 14 años, y encarcelado hasta que fue liberado a la edad de 19 años. Más tarde se unió a una tríada china llamada 'Gang 04' en su ciudad natal de Bentong. Bentong Kali estuvo activo alrededor de la capital en Brickfields, Segambut, Sungei Way y Ampang. Fue arrestado nuevamente en julio de 1985 bajo la proclamación de la Ordenanza de Emergencia y encarcelado en la Isla Jerejak, Penang, pero fue liberado poco después en 1987. Fue puesto bajo restricciones de residencia limitadas en Kuantan, Pahang.
Bentong Kali regresó al mundo criminal poco después, estableciendo su propia tríada llamada 'Gang 08' en Jalan Klang Lama, Kuala Lumpur y, por último, en Taman Sentosa klang.

### Crimen organizado
Inicialmente, se unió a la tríada china llamada 'Gang 04', y posteriormente la dejó y creó la tríada india llamada 'Gang 08'. Fue puesto bajo arresto domiciliario, pero posteriormente estableció su propia tríada llamada 'Gang 36 Jalan Klang Lama' en Kuala Lumpur.

### El tráfico de drogas
Los grupos 'Gang 04' participaron activamente en el tráfico de drogas, y por el delito, Bentong Kali fue arrestado nuevamente en abril de 1980 y acusado en virtud de la Ley de Drogas Peligrosas de 1952. Sin embargo, fue liberado cuando no hubo pruebas suficientes para condenarlo. Por segunda vez, estuvo bajo arresto domiciliario en Gopeng, Perak, durante dos años. Bentong Kali luego desapareció en noviembre de 1984.

### Matanza
En 1991, Bentong Kali resurgió y cometió una serie de asesinatos. Se informó que estaba matando por matar, lo que provocó que la policía lanzara una operación especial llamada 'Ops Buncit' en junio de 1993. A 'Ops Buncit' se unieron 200 policías, incluidos los de Kuala Lumpur, Selangor y Pahang, que se movilizaron masivamente para cazar a Bentong Kali.
Era conocido por su mal genio. El 12 de junio de 1993 asistió a un acto familiar sin ser invitado. Surgió una conmoción entre sus cómplices y los invitados, y Bentong Kali mató a algunos de los invitados en la conmoción.

## 'Ops Buncit'
En un intento por capturar a Bentong Kali, se colocaron carteles de él y sus crímenes en lugares públicos de toda Malasia. También se anunció una recompensa de RM100,000 como recompensa por información que condujera a su captura. Sus carteles también se distribuyeron a países vecinos como Tailandia. La persecución de Bentong Kali fue una operación de 24 horas al día, 7 días a la semana en todo el país.

## Muerte
La inteligencia policial rastreó a Bentong Kali hasta su escondite en una casa adosada de dos plantas en Taming Jaya, Belakong, el 29 de junio de 1993. Al amanecer, un equipo de policía de élite de la Unidad de Acciones Especiales de Bukit Aman tomó posiciones y rodeó a los casa. Bentong Kali y sus cómplices se enfrentaron a los oficiales en un tiroteo. Le dispararon en la cabeza y lo mataron; sus cómplices también murieron en la pelea.
Sus restos fueron enterrados el 2 de julio de 1993, tres días después de su muerte. Sus últimos ritos fueron realizados por su hijo.

## Legado
La historia de vida de Bentong Kali se publicó en un libro titulado The Story of Bentong Kali: Crime and Society in 90s Kuala Lumpur, escrito por ex New Straits Times periodista, Suganthi Supramaniam y publicado por Gerakbudaya. El libro fue lanzado el 23 de agosto de 2019.